# Музей народной истории Внутреннего Японского моря
Музей народной истории Внутреннего Японского моря (яп. 瀬戸内海歴史民俗資料館, англ. Seto Inland Sea Folk History Museum) — музей, посвященный истории и этнографии региона Внутреннего Японского моря. Расположен на вершине горы Госикидай (яп. 五色台) рядом с городом Такамацу. Является филиалом Музея Кагавы. Музей открылся в 1973 году.
В музее можно увидеть экспозиции, связанные с фольклором, традициями и хозяйственной жизнью (ремёслами, рыболовством, судоходством) людей в регионе Внутреннего Японского моря. В музее размещены коллекции инструментов местных ремесленников и орудий лова. Большое внимание уделено традиционному судостроению региона Внутреннего Японского моря. Здесь собрана коллекция инструментов судостроителей, и также можно увидеть несколько подлинных традиционных лодок.